# Kontrastfarver
Kontrastfarver er farver som af den ene eller den anden måde er forskellige. 
Kontrastfarver bruges til fremhævelser eller som dramatisk effekt, så kunstværket bliver mere levende.
Johannes Itten skelner i sin bog, Farvekunstens elementer, mellem syv typer af farvekontraster:
Farvens egenkontrast,  kontrasten mellem lys og mørke, kontrasten mellem kulde og varme, komplementærkontrasten, tung-let-kontrasten, kvalitets-kontrasten og kvantitets-kontrasten.